# زنجیره سرد
زنجیره سرد (به انگلیسی: cold chain) یک زنجیره تأمین است که دما در آن کاملاً کنترل می‌شود. یک زنجیره سرد قطع نشده سلسله ای از فعالیت‌های بدون وقفه تولیدی، ذخیره‌سازی و توزیع در داخل یخچال، همراه با سایر تجهیزات و تدارکات مربوطه است، که کیفیت کالا را از طریق دامنه دمای پایین مطلوب حفظ می‌کند. از زنجیره سرد برای حفظ، افزایش و اطمینان از ماندگاری محصولات مانند محصولات کشاورزی تازه، غذاهای دریایی، مواد غذایی منجمد، فیلم عکاسی، مواد شیمیایی و محصولات دارویی استفاده می‌شود. به چنین محصولاتی، در حین حمل و نقل و هنگامی که در انبار گذرا هستند، گاهی اوقات "محموله خنک" گفته می‌شود. کالاهای زنجیره سرد برخلاف سایر کالاها، فاسدشدنی هستند و همیشه در مسیر استفاده نهایی یا مقصد قرار دارند، و از این رو حتی اگر به‌طور موقت در سردخانه‌ها نگهداری شوند به آنها «محموله» گفته می‌شود.
ارزش بازار جهانی «بسته بندی زنجیره سرد» در سال ۲۰۱۹ برابر ۱۵٫۵ میلیارد دلار ارزیابی شده‌است و انتظار می‌رود تا سال ۲۰۲۷ به ۶۳٫۱ میلیارد دلار برسد. همچنین ارزش بازار جهانی «تجهیزات زنجیره سرد» در سال ۲۰۱۹، ۸٫۳۸ میلیارد دلار برآورد شده‌است و انتظار می‌رود تا سال ۲۰۲۷ به ۳۳٫۸۹ میلیارد دلار برسد.

## کاربردها
زنجیره سرد در صنایع غذایی و دارویی و همچنین در برخی از محموله‌های شیمیایی رایج است. یک محدوده دمایی متداول برای یک زنجیره سرد در صنایع دارویی ۲ تا ۸ درجه سلسیوس (۳۶ تا ۴۶ درجه فارنهایت) است، اما دمای دقیق (و زمان ماندگاری در آن دما) به محصول واقعی حمل شده بستگی دارد.

### واکسن‌ها

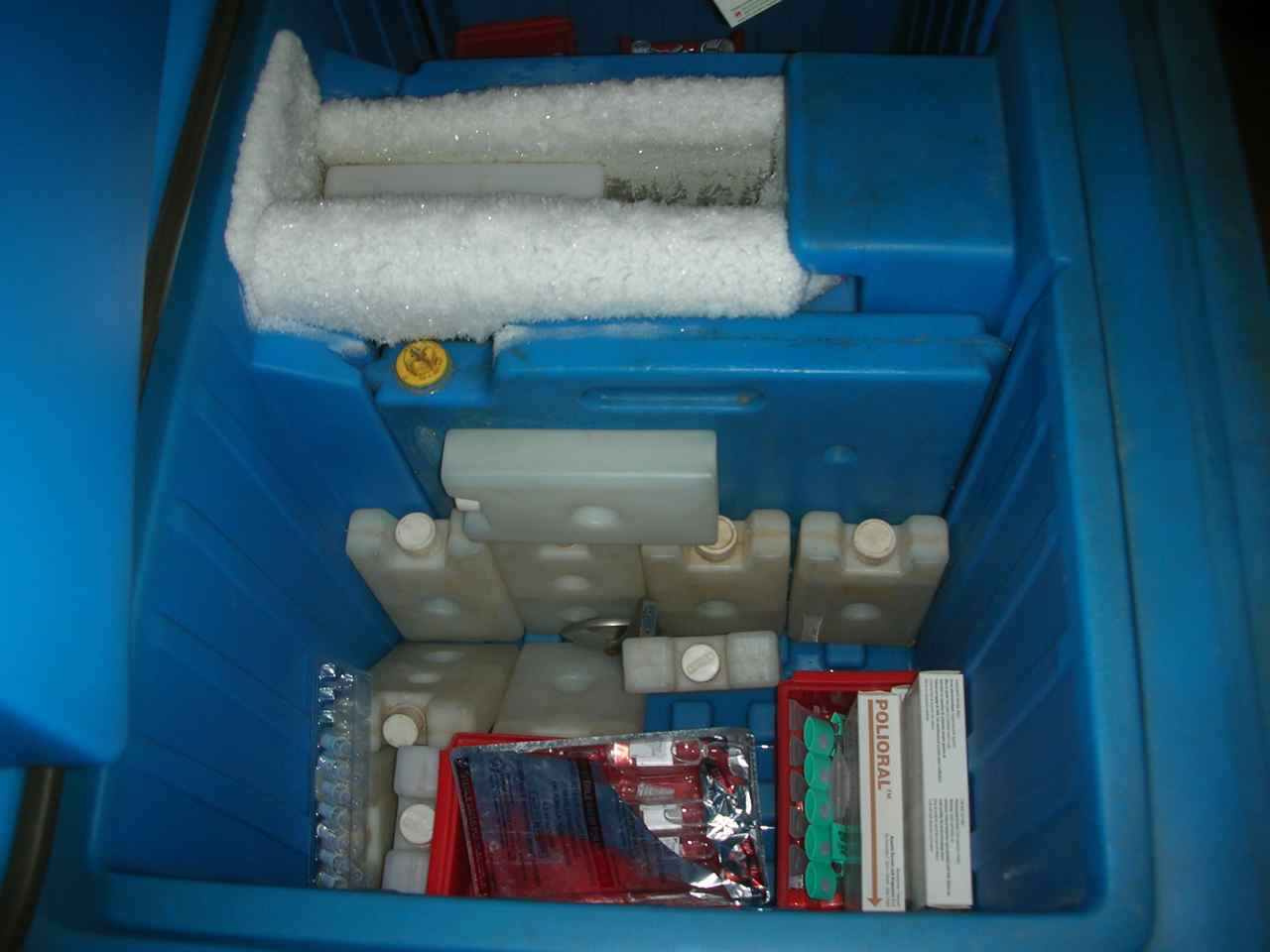
انتقال واکسن فلج اطفال، و حفظ زنجیره سرد با استفاده از جعبه یخ.

از زنجیره سرد در تأمین واکسن به کلینیک‌های دوردست، در آب و هوای گرم و دارای شبکه‌های حمل و نقل ضعیف استفاده می‌شود. به هم خوردن زنجیره سرد به دلیل جنگ ممکن است عواقبی شبیه شیوع آبله در فیلیپین در طول جنگ اسپانیا و آمریکا ایجاد کند، که در طی آن واکسن‌های توزیع شده به دلیل عدم کنترل دما در حمل و نقل، بی اثر شده بودند.
برای واکسن‌های مختلف به صورت خاص، زنجیره‌های سرد مختلفی وجود دارد. واکسن‌هایی وجود دارند که به دماهای بسیار پایین یا انجماد عمیق نیاز دارند و دمای زنجیره سرد باید منفی ۷۰ درجه سلسیوس باشد. واکسن ابولا و واکسن برخی حیوانات مانند واکسن مرغ‌ها به این محدوده دمایی نیاز دارند.
در سال ۲۰۲۰ در طی دنیاگیری بیماری COVID-19، واکسن‌هایی که تولید می‌شوند ممکن است به دمای فوق‌العاده سرد نگهداری و حمل و نقل تا منفی ۷۰ درجه سلسیوس نیاز داشته باشند، و این امر نیاز به زیرساخت‌های «زنجیره سردتر» دارد. این امر برای توزیع واکسن شرکت Pfizer مشکلاتی ایجاد می‌کند. تخمین زده می‌شود که فقط ۲۵ تا ۳۰ کشور در جهان دارای زیر ساخت «زنجیره فوق‌العاده سرد» مورد نیاز هستند.